# Жизе
Жизе (фр. Gizay) насеље је и општина у западној Француској у региону Поату-Шарант, у департману Вијена која припада префектури Поатје.
По подацима из 2011. године у општини је живело 393 становника, а густина насељености је износила 18,93 становника/km². Општина се простире на површини од 20,76 km². Налази се на средњој надморској висини од 118 метара (максималној 138 m, а минималној 112 m).

## Демографија
| 1962. | 1968. | 1975. | 1982. | 1990. | 1999. | 2011. |
| ----- | ----- | ----- | ----- | ----- | ----- | ----- |
| 244   | 272   | 266   | 285   | 328   | 370   | 393   |

График промене броја становника у току последњих година